# Orla Orbe
Orla Orbe foi um grupo musical brasileiro criado em 1987 onde Francisco de Assis França (mais tarde conhecido como Chico Science) e Lúcio Maia tiveram suas primeiras experiências como músicos. A banda fazia cerca de 10 shows por dia. Nesses shows estavam: Renato L. e Fred 04, alguns "cabeças" que deram início ao movimento Manguebeat. A banda chegou ao fim no ano seguinte, em 1988, com pouco mais de um ano de existência.